# Le Grand Paranoïaque
Le Grand paranoïaque est un tableau surréaliste peint par Salvador Dalí en 1936 et conservé au Musée Boijmans Van Beuningen de Rotterdam.

## Contexte
Il s'agit d'une huile sur toile, qui fait partie de celles des recherches sur l'inconscient de Dalí, qui surgissent des rappels de son enfance et de ses inquiétudes sur le tableau d'école. Lui-même écrit comment il cherchait des formes dans les taches d'humidité des plafonds, qui au début lui semblaient être des nuages mais qui se transformaient en visions qui le rendirent paranoïaque. Il arriva à les perfectionner mentalement pour les corriger afin qu'elles lui suggérassent de nouvelles idées.

## Description
Comme dans de nombreuses toiles de Dalí à partir de L'homme invisible , cette toile recèle des images multiples.
Celles-ci sont confuses, sableuses et inachevées. Malgré tout, diverses têtes surgissent du néant et se mélangent entre nuages et sable parmi lesquelles se devinent des hommes dans différentes positions.
Il faut noter l'influence de Léonard de Vinci dans la technique de sfumato utilisée par Dalí dans cette toile, même si par son thème, l'influences dominante est celle de Goya dans sa toile Le rêve de la raison produit des monstres, et le thème des rêves et de l'imagination.